# Rozpravy o literatuře a umění
Rozpravy o literatuře a umění byl nakladatelský časopis, který v letech 1940–1942 vydával Světový literární klub, distribuční organizace Nakladatelského družstva Máje. Časopis byl distribuován zdarma členům klubu, byl též ve volném prodeji.

## Zaměření časopisu
Byl zaměřen hlavně na propagaci Světového literárního klubu a Nakladatelství družstva Máje, snažil se ale i o širší kulturní záběr. Autoři zdůrazňovali výchovný význam umění a podporovali srozumitelné umění pro nejširší vrstvy obyvatel. Časopis informoval o dobových literárních polemikách (např. spor Františka Kožíka s Václavem Černým), aniž by se jich však aktivně účastnil. Příspěvky se kromě literatury věnovaly i filmu, rozhlasu a výtvarnému umění. Přispívali Antonín Filippi (1912–1978), Pavel Kutný (1900–1980), František Kožík (1909–1997), Rudolf Pelíšek (1884–1964), František Unger (1882–1958) a další.